# Su Su Nway
 (novembre 2021).
Su Su Nway, née en 1971, également connu sous le nom de Su Su Nwe, est une militante pour la démocratie birmane et une prisonnière politique. En 2005, elle devient la première ressortissante birmane à poursuivre avec succès des fonctionnaires locaux en vertu d'une loi de 1999 sur le travail forcé.

## Biographie

### Travail forcé et emprisonnement
Su Su Nway est originaire du village de Than Managing, dans le canton de Kawhmu (en) (situé à 80 km de Yangon), dans la région de Yangon. Elle dépose une plainte après avoir été forcée, avec d'autres villageois, à travailler sur un projet de construction de route par le Conseil local pour la paix et le développement. L'affaire est ensuite poursuivie par les avocats de la NLD. À la suite de cette affaire, le 3 septembre 2004, Sein Paw, président du Conseil pour la paix et le développement du village de Htanmanaing, est condamné à 16 mois de prison, tandis que les membres du Conseil Kyaw Thin, Myint Thein et Aung Khin sont condamnés à huit mois chacun. À la suite du procès, Su Su Nway déclare que Sein Paw l'a dépassée sur la route avec un compagnon et lui a dit qu'elle devrait être "battue à mort".
En 2005, le nouveau président de la ville la accusée de harcèlement et de diffamation, une tactique que la Commission asiatique des droits de l'homme (en) qualifie de représailles courante contre les militants birmans. Su Su Nway est ensuite condamnée à une peine de 18 mois dans la prison d'Insein. Avant sa condamnation, elle déclare aux journalistes : "Je n'ai aucune responsabilité, aucun pouvoir et aucune position. Ils complotent contre une fille ordinaire, une malade, et la poursuivent en justice parce qu'ils ont peur. S'ils ont peur comme ça, notre camp est en train de gagner".
En février 2006, Nway tente de faire appel devant la Cour suprême (en), après avoir fait appel devant les tribunaux de district qui ont rejeté son cas, mais sa demande est rejetée. Elle est libérée le 6 juin 2006, à la suite de pressions internationales exercées par le gouvernement des États-Unis, l'Organisation internationale du travail (OIT), les Nations unies (ONU) et des ONG.
En 2018, Su Su Nway est président de l'Union des agriculteurs de Birmanie, elle enseigne à ses membres la loi foncière.

### Deuxième emprisonnement
Su Su Nway se cache pendant une grande partie de 2007, mais prend part aux manifestations d'août contre les prix élevés du carburant, et échappe de peu à une deuxième arrestation. Le 13 novembre 2007, elle est arrêtée pour avoir accroché une banderole près de l'hôtel où séjourne l'envoyé des Nations unies pour les droits de l'homme Paulo Sérgio Pinheiro (en) alors qu'il visite le pays.
Le 11 novembre 2008, Su Su Nway est condamné à 12 ans et six mois de prison. Cette peine est réduite de quatre ans en février 2009. Su Su Nway est détenue à la prison de Hkamti dans la région de Sagaing. Elle souffre d'une maladie cardiaque congénitale et d'hypertension artérielle, mais les autorités pénitentiaires lui refusent d'abord ses médicaments pour le cœur. Elle est hospitalisée le 20 mai 2009, et bien qu'elle se soit rétablie, Amnesty International rapporte que les autorités pénitentiaires continuent à lui refuser les visites de sa famille, une nourriture suffisante, des vêtements propres et des soins médicaux adéquats.

### Libération

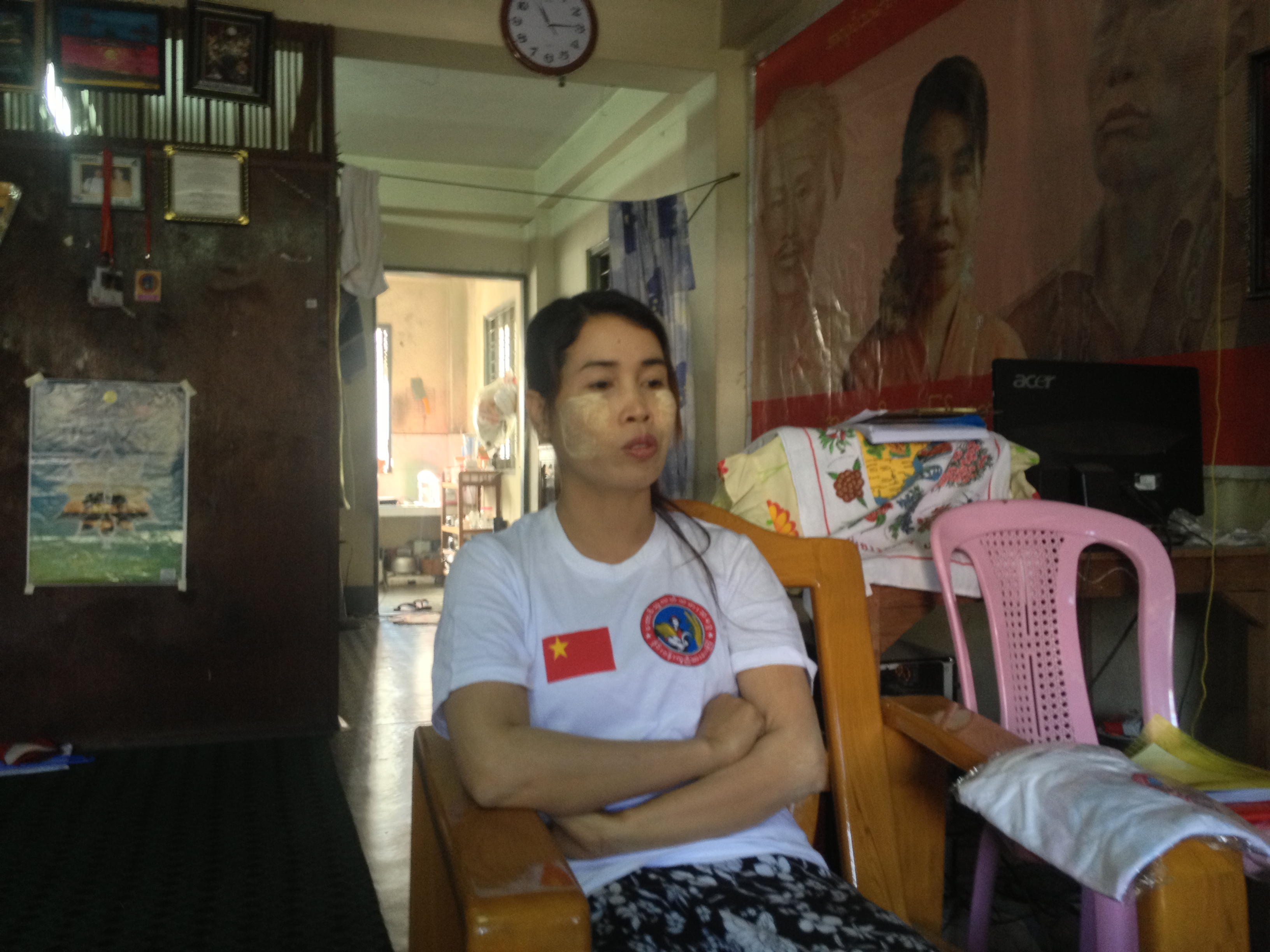
Su Su Nway dans son appartement à Yangon, le 26 janvier 2013

Le 10 octobre 2011, elle est libérée avec le comédien Zarganar (en) et le militant Zaw Htet Ko Ko (en) dans le cadre d'une série d'amnisties pour les prisonniers politiques.

## Reconnaissance
En 2005, Su Su Nway reçoit un prix des droits humains de la NLD. L'année suivante, elle reçoit le John Humphrey Freedom Award (en) du groupe canadien de défense des droits humains Droits et Démocratie. En 2007, People in Need décerne à Su Su Nway, Phyu Phyu Thin et Nilar Thein le Homo Homini Award (en). Amnesty International la considère comme une prisonnière d'opinion et un "cas prioritaire". L'UNISON, le deuxième syndicat du Royaume-Uni, publie une déclaration en son nom le 23 septembre 2010, et le secrétaire général Dave Prentis est photographié avec son nom sur la main pour une campagne d'Amnesty International. La députée de Liverpool Luciana Berger est également photographiée pour la campagne.